# Parc national de Cuyahoga Valley
Pour les articles homonymes, voir Valley.
Le parc national de Cuyahoga Valley a été créé le 11 octobre 2000, et couvre une superficie d'environ 133 km² dans l'État américain d'Ohio. Le parc préserve le paysage rural le long de la rivière Cuyahoga entre Akron et Cleveland. La vallée de Cuyahoga est le seul parc national de l’État de l’Ohio et l’un des trois parcs du bassin des Grands Lacs, avec le parc national de l’Isle Royale dans le lac Supérieur et le parc national des Dunes de l’Indiana bordant le lac Michigan.

## Histoire
Bien que les parcs régionaux aient protégé certains endroits, dans les années 1960, les citoyens locaux craignaient que l’étalement urbain ne submerge la beauté naturelle de la vallée de Cuyahoga. Une autre préoccupation était la dégradation de l’environnement de la rivière Cuyahoga par les déchets d’usine et les eaux usées, ainsi que les incendies survenus en 1952 et 1969. Les citoyens ont uni leurs forces avec le personnel de l’État et du gouvernement national pour trouver une solution à long terme. Finalement, le 27 décembre 1974, le président Gerald Ford a signé le projet de loi établissant la zone de loisirs nationale de la vallée de Cuyahoga, alors même que l’administration recommandait un veto parce que « la vallée de Cuyahoga ne possède aucune qualité qui la qualifie pour l’inclusion dans le système des parcs nationaux » et que le gouvernement fournissait déjà des fonds pour les loisirs de plein air. La zone a été redésignée parc national par le Congrès américain le 11 octobre 2000,. Le parc est administré par le National Park Service.

## Centres d'intérêt
Les zones naturelles comprennent les forêts, les collines, les ravins étroits, les zones humides, les rivières et les cascades. Environ 100 cascades se trouvent dans la vallée de Cuyahoga, les plus populaires étant les chutes Brandywine de 20 mètres de haut, la plus haute du parc et la plus haute du nord-est de l'Ohio : elles sont le site le plus visité du parc. Les rebords sont un affleurement rocheux qui offre une vue vers l'ouest sur les zones boisées de la vallée. Les grottes de Talus sont situées parmi les rochers de la forêt autour des corniches.
De nombreux sites historiques peuvent également être découverts : ce sont en tout près de 250 bâtiments historiques qui sont protégés, dont le Boston Store (ancien entrepôt du XIXe siècle), le Canal Exploration Center (ancienne forge et taverne), le Canal Ohio et Erié, la Stebbens Farm (une ancienne ferme) et le Wilson Freed Mill (moulin à grain de 1850). Le parc propose également des expositions préservées et restaurées d'agriculture durable et de modes de vie ruraux du XIXe et du début du XXe siècle, notamment la ferme et le village de Hale, tout en répondant aux intérêts culturels contemporains avec des expositions d'art, des concerts en plein air et des représentations théâtrales.
C’était le neuvième parc national américain le plus visité en 2022, attirant plus de 2,9 millions de visiteurs.

## Faune
Elle comprend le raton laveur, la mouffette, la loutre, le castor, l'opossum, le vison américain ou le cerf de Virginie. Les carnivores sont le coyote, le renard roux et le renard gris. Les oiseaux les plus remarquables comprennent le faucon pèlerin, l'aigle chauve, la bernache du Canada et le grand héron bleu.

## Galerie

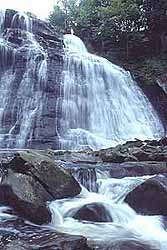
Brandywine Falls
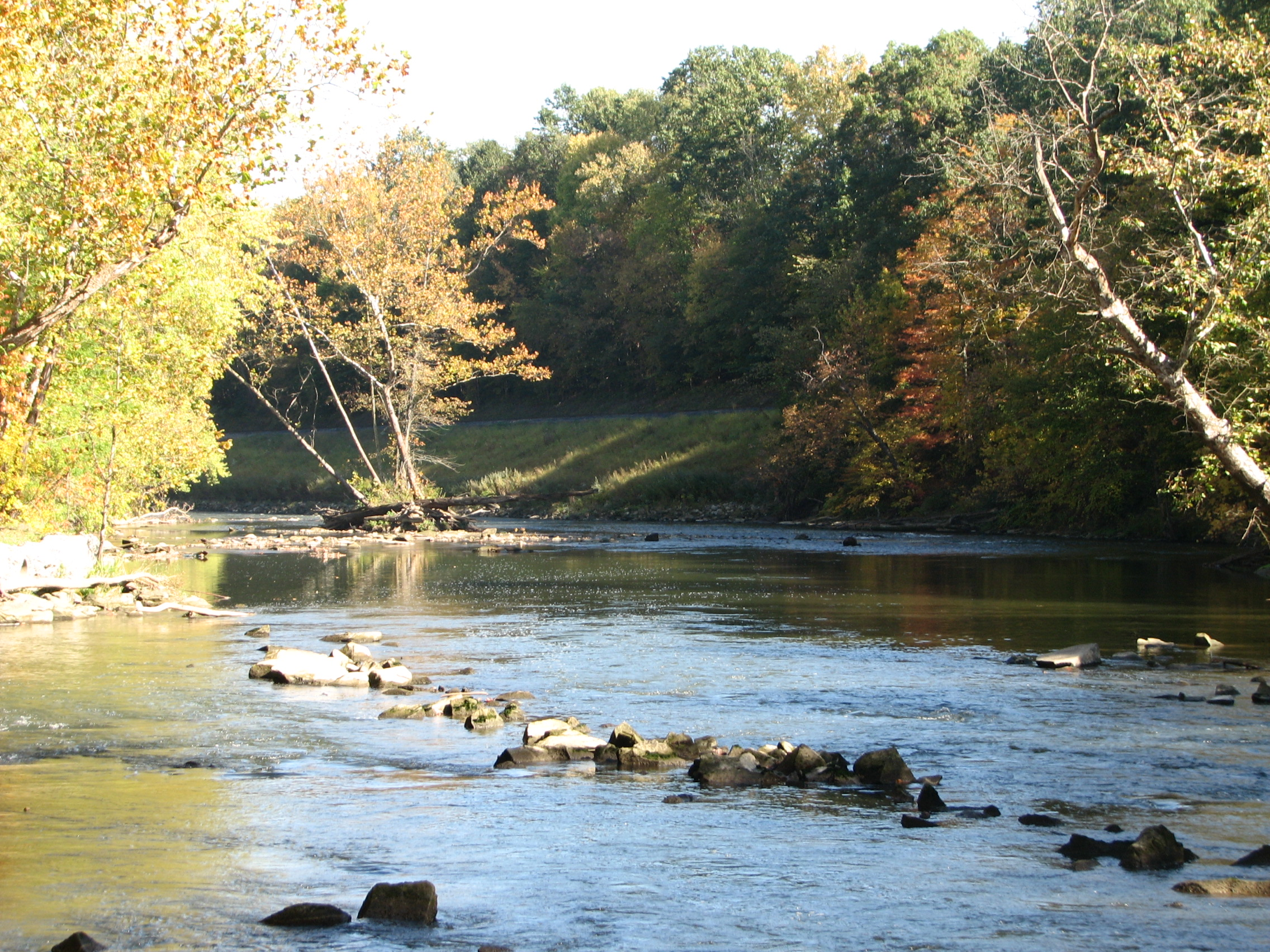
Cuyagoha River
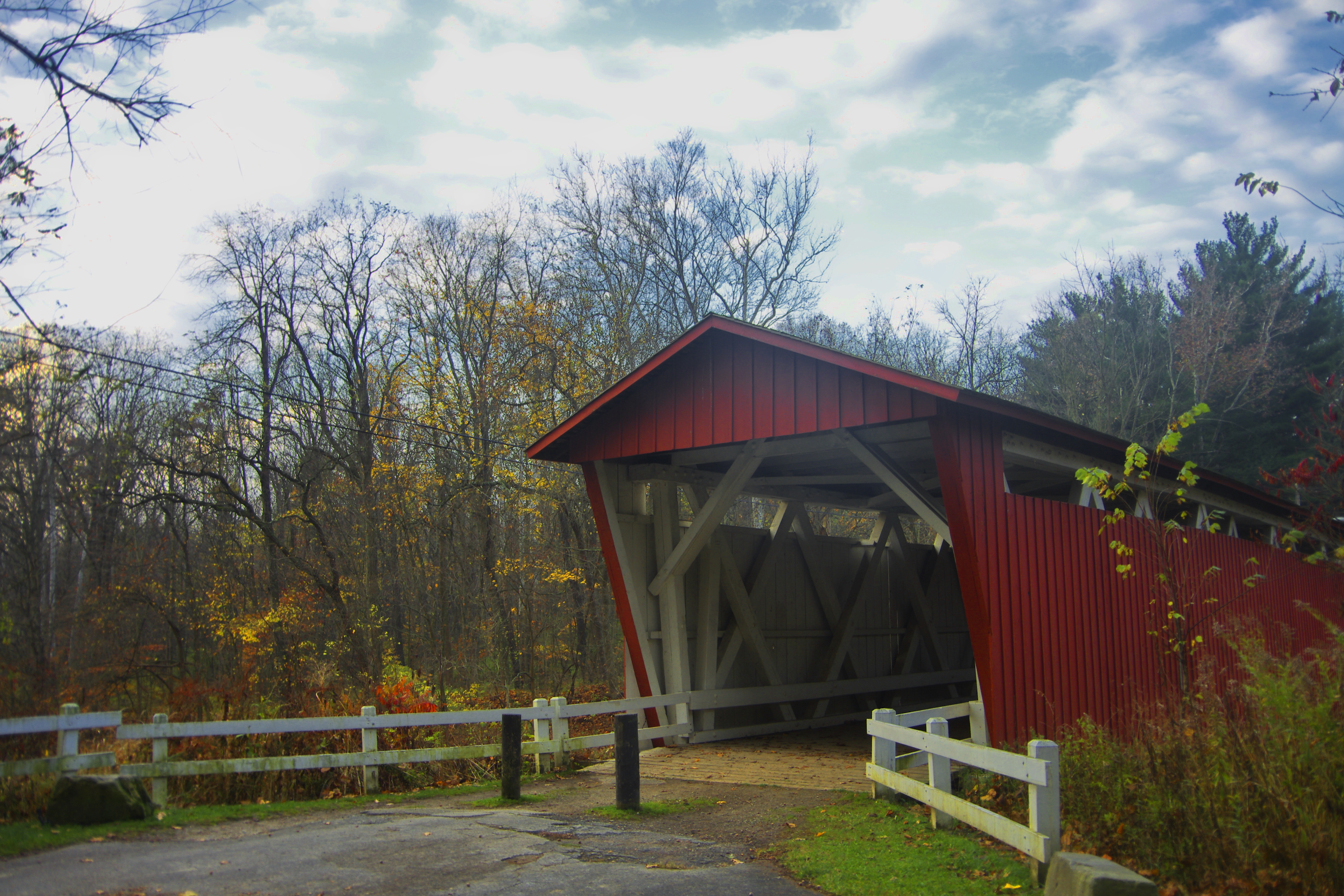
Pont couvert traditionnel
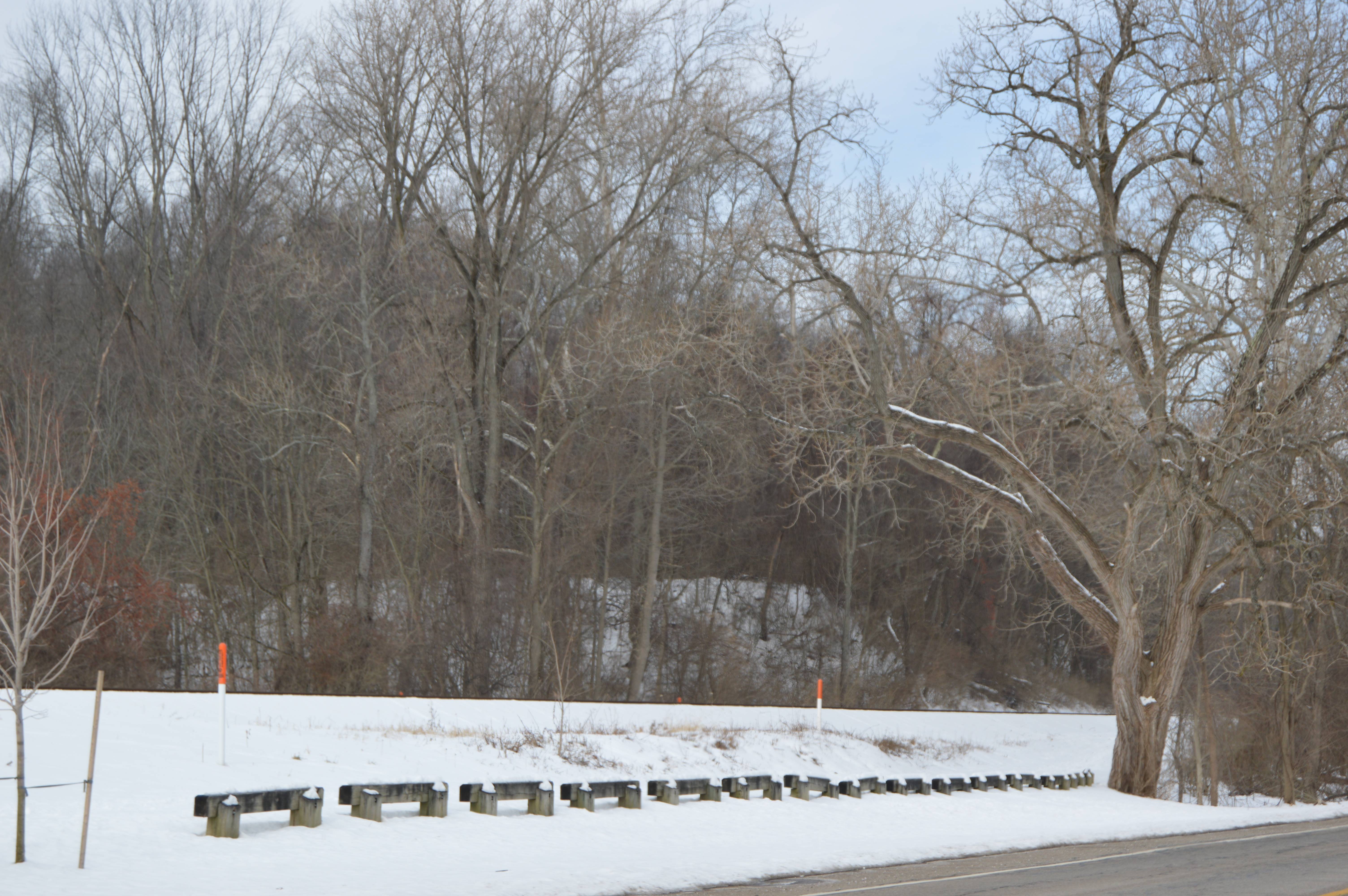
Site archéologique de Barker Village Site.
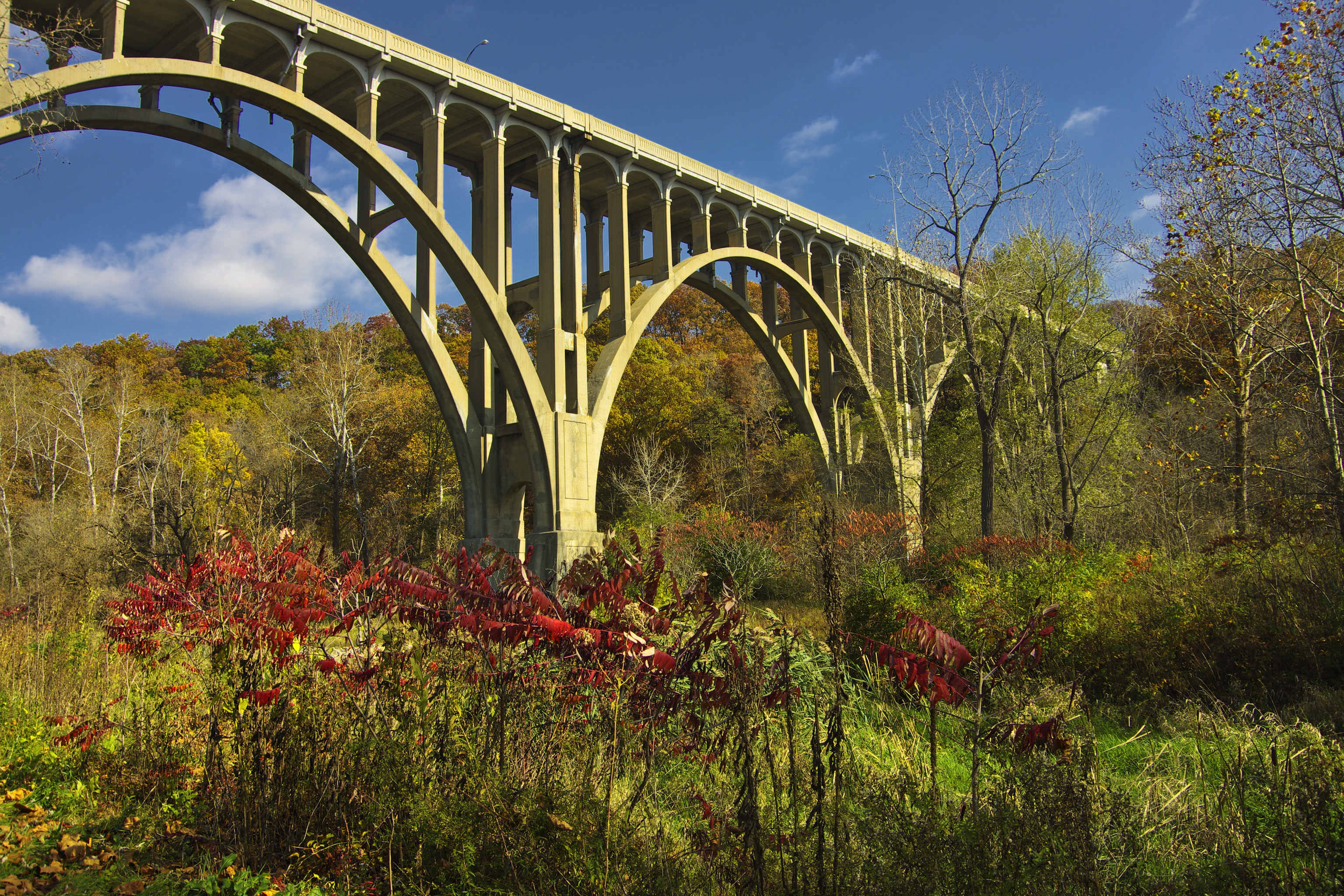
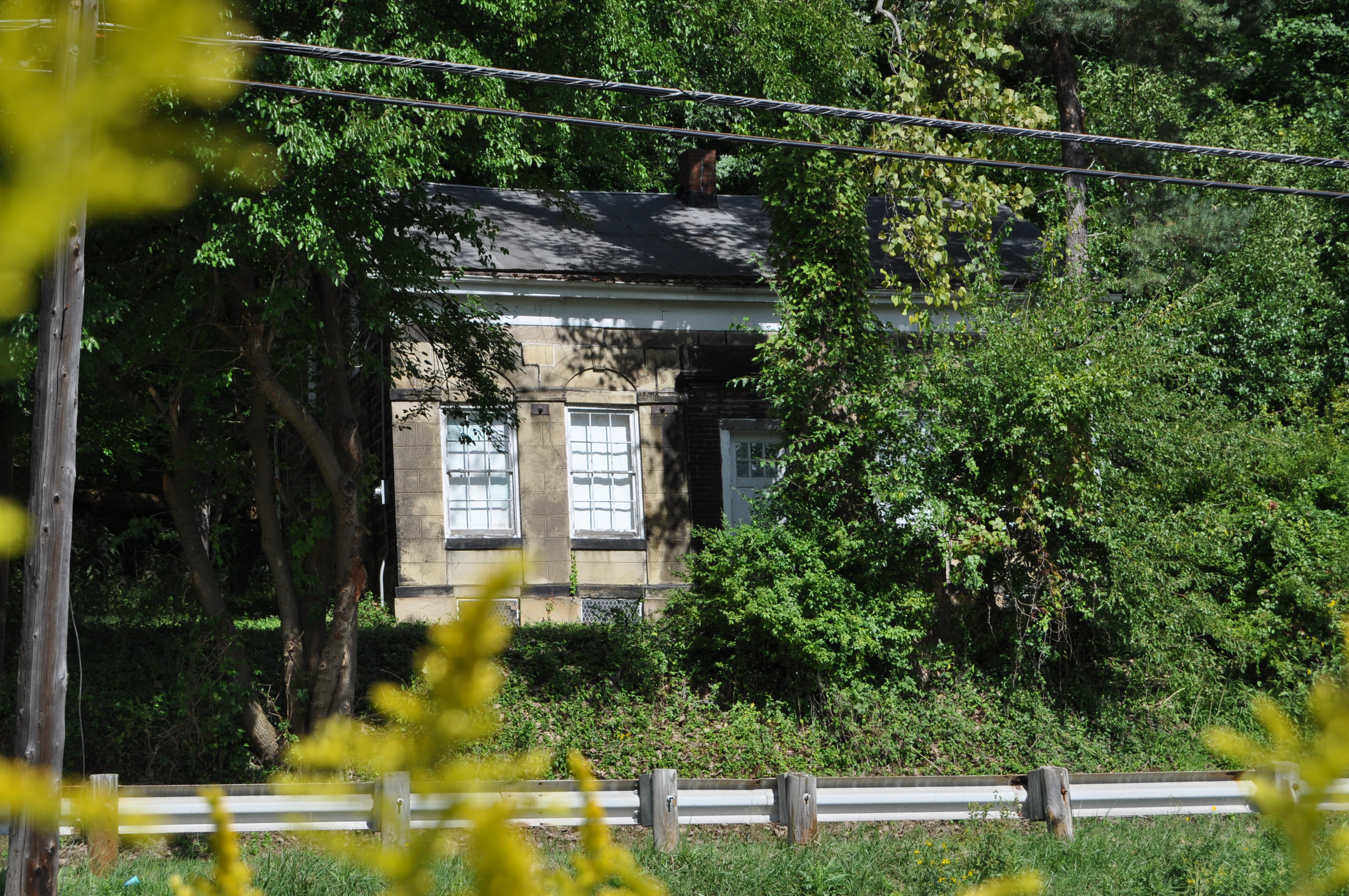
Abraham Ulyatt House
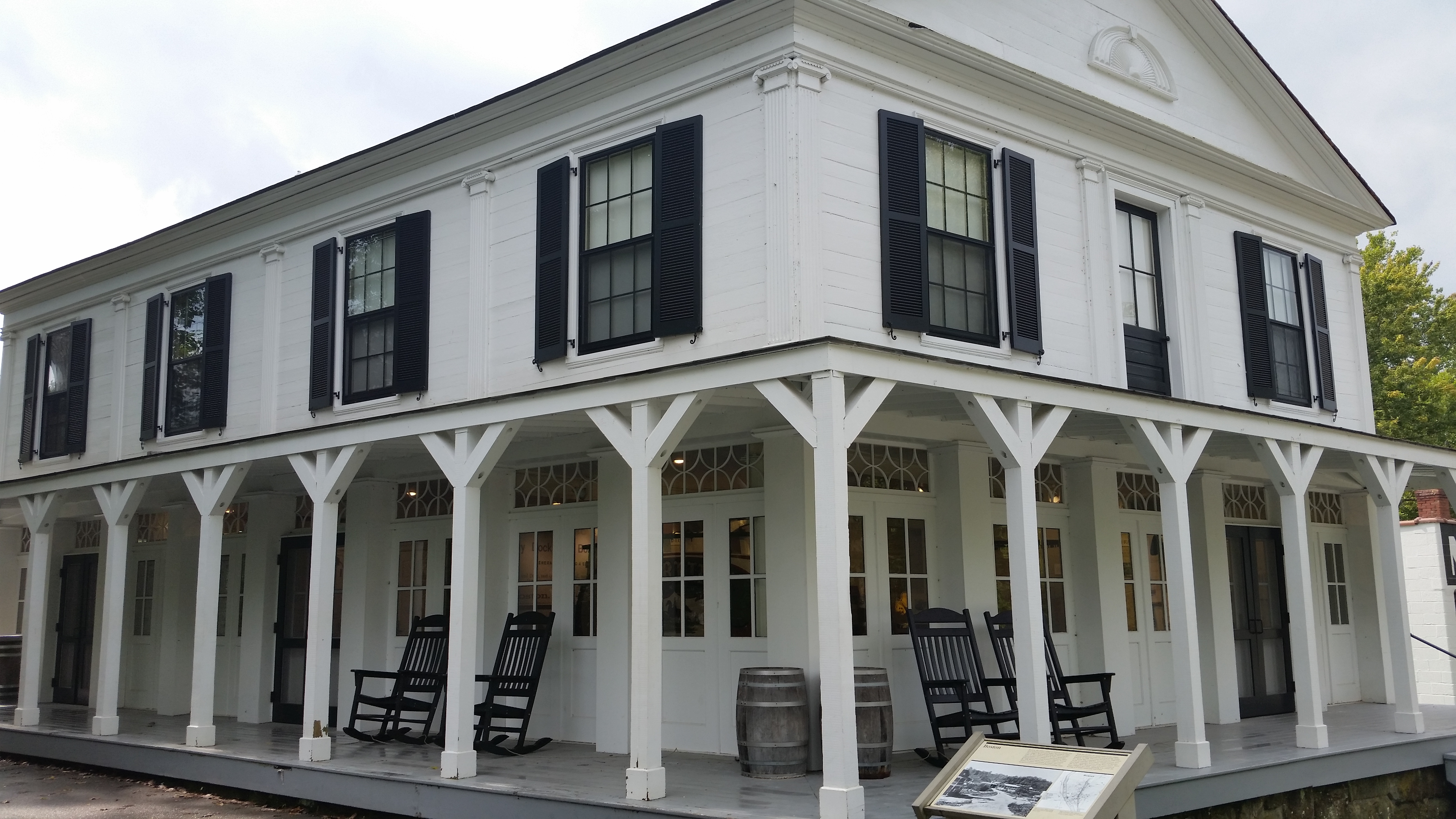
Jim Brown Tavern
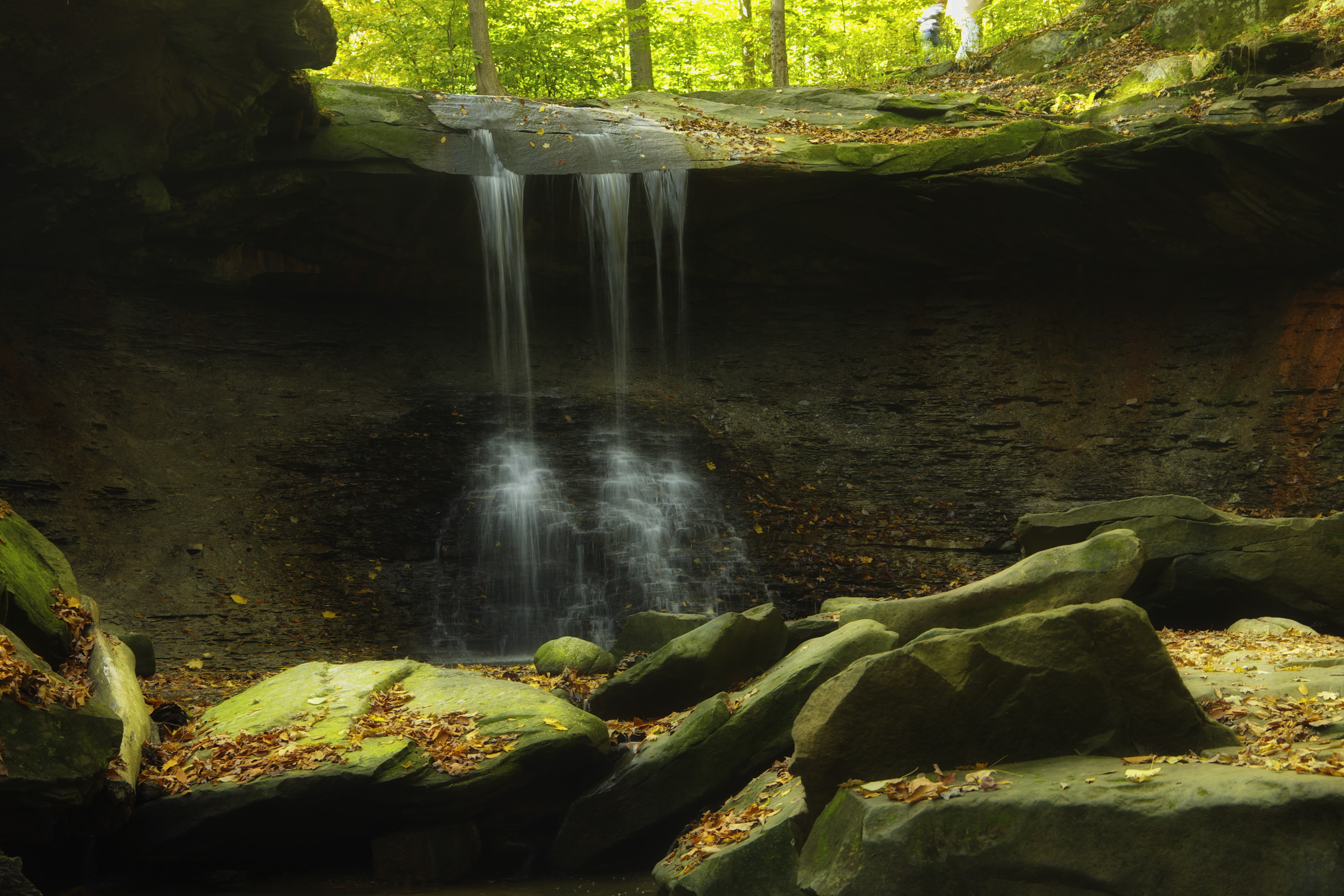
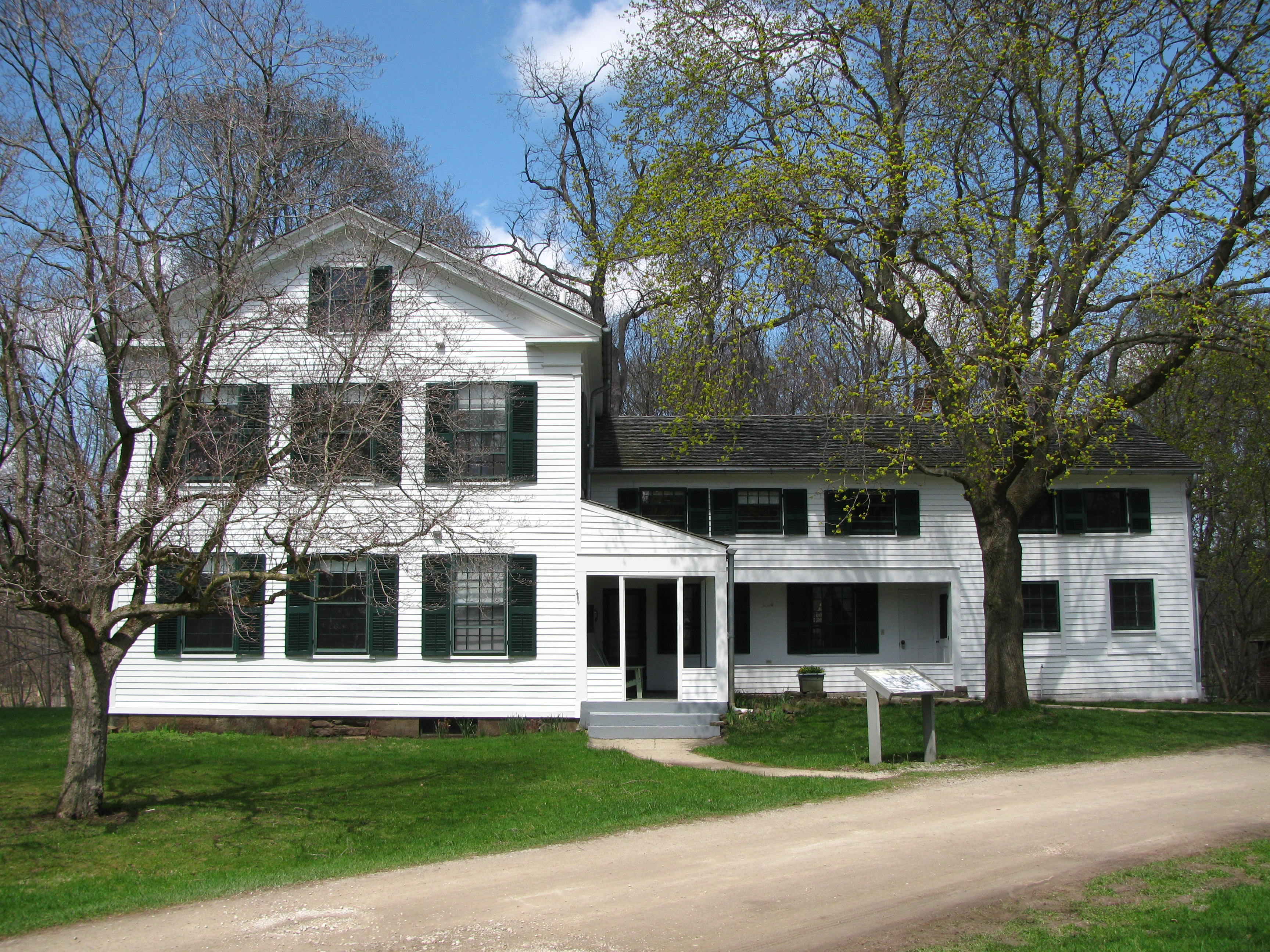
Stanford House
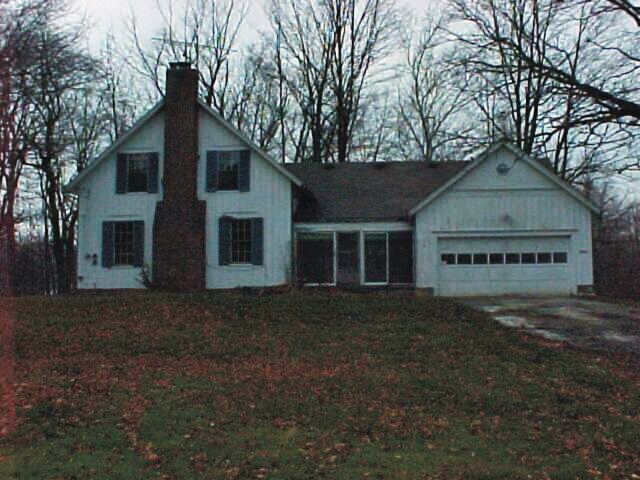
Allen Welton House
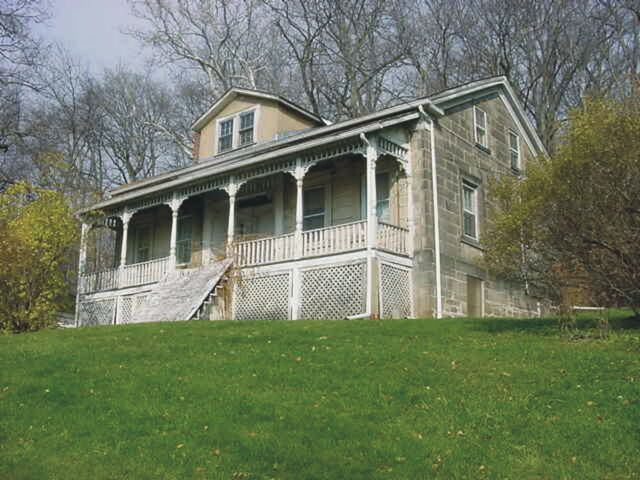
Edmund Gleason House
Le Stumpy Basin, bassin de canal de  l'Ohio and Erie Canal est.